# 스타테이라 1세
스타테이라 1세(Stateira I, ? - 기원전 332년)은 페르시아 제국 아케메네스 왕조의 다리우스 3세의 아내다. 그녀는 남편의 전쟁 출정에 가족과 동행을 했다. 그로 인해, 기원전 333년 이소스 전투 이후 이소스의 마을에서 알렉산더 대왕에게 가족과 함께 사로잡히게 된다. 그녀의 남편인 다리우스는 현장에서 가족 전체를 버리고, 알렉산더로부터 도망을 쳤는데 그곳에는 그의 어머니 시시감비스와 딸 스타테이라 2세, 드리페티스가 있었다. 전하는 바에 의하면, 알렉산더는 그들 가족을 존중해주었다고 한다.

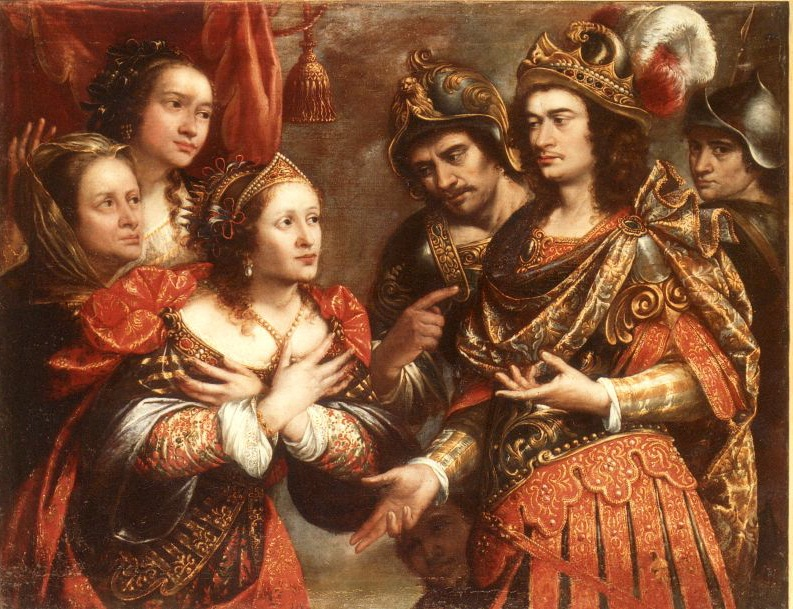
알렉산더 앞에 선 가리우스 가족, by 저스터스 서스테르만

스타테이라 1세는 기원전 332년 아이를 낳다가 사망했다. 어떤 소문에서는 그 아이의 아버지가 다리우스가 아니었다고 전한다. 다리우스의 어머니 시시감비스는 알렉산더를 평생 존경했고, 그와 우정을 나누었다.
기원전 324년, 그녀의 딸 스타테이라 2세가 알렉산더와 결혼하고, 또 다른 딸 드리페티스가 알렉산더의 평생 지기인 헤파이스티온과 결혼하게 된다. 그녀의 두 딸과 가족 모두 알렉산더 대왕의 사후 알렉산더의 제1 왕비인 록사네에게 암살당한다. 록사네는 그녀의 어린 아들의 왕위 계승에 걸림돌이 되는 존재를 제거하고 싶었던 것이다. 시시감비스는 알렉산더의 사망 소식을 듣고 곡기를 끊고 굶어 죽었다.